# William Shaler
William Shaler, né en 1773 ou 1778 à Bridgeport, et mort le 29 mars 1833 à La Havane, est un diplomate et écrivain américain. Il a notamment été en poste à Alger, au Mexique et Cuba.

## Biographie

### Consul général à Alger
William Shaler occupe la fonction de consul général des États-Unis à Alger de 1815 à 1828. Au début, il est envoyé dans la ville pour y négocier le traité de paix qui met fin à la seconde guerre barbaresque. Jugeant ce dernier trop favorable aux États-Unis, le dey Omar Bashaw le dénonce et fait expulser Shaler en 1816 mais doit le réaccepter la même année à la suite du bombardement anglo-néerlandais d'Alger,. Shaler s'absente de la ville de 1817 à 1819 pour fuir la peste qui y fait rage et parce qu'il est lui-même malade. Son ouvrage Esquisse de l’État d’Alger (Sketches of Algiers), paraît en 1826 à Boston. Le diplomate y dresse un portrait historique, social, politique et économique des dernières années de la régence d'Alger. En 1830, année du lancement de la conquête de l'Algérie par la France, le livre est traduit en français par Thomas-Xavier Bianchi.

### Consul à La Havane
Il est nommé consul à La Havane en septembre 1829. Il arrive dans la ville à la fin du mois suivant. Il y meurt dans l'exercice de ses fonctions le 29 mars 1833 après avoir contracté le choléra. 

## Ouvrage
- Esquisse de l’État d’Alger, considéré sous les rapports politique, historique et civil : contenant un tableau statistique sur la Géographie, la Population, le Gouvernement, les Revenus, le Commerce, l’Agriculture, les Arts, les Manufactures, les Tribus, les Mœurs, les Usages, le Langage, les Événemens politiques et récens de ce pays; [« Sketches of Algiers, Political, Historical, and Civil: Containing an Account of the Geography, Population, Government, Revenues, Commerce, Agriculture, Arts, Civil Institutions, Tribes, Manners, Languages, and Recent Political History of that Country »] (trad. de l'anglais par M. X. Bianchi), Paris, Librairie Ladvocat, 1830, 421 p.